# 마전내
마전내는 서울특별시 노원구 중계동 벽산아파트 인근에서 발원하여 당현천 당현2교 부근으로 흘러들던 하천이다. 현재 이 하천은 대부분 복개되었다.